# Conde de Pomarão
O título de Conde de Pomarão foi criado por decreto de 25 de Novembro de 1897 do rei Carlos I de Portugal a favor de James Mason, 1.º conde de Pomarão.
Duas pessoas usaram o título:

## Titulares
1. James Mason, 1.º conde de Pomarão
2. James Francis Mason, 2.º conde de Pomarão